# Burundi na Mistrzostwach Świata w Lekkoatletyce 2013
Burundi na Mistrzostwach Świata w Lekkoatletyce 2013 – reprezentacja Burundi podczas mistrzostw świata w Moskwie liczyła 1 zawodnika, który nie zdobył medalu.

## Występy reprezentantów Burundi
| Konkurencja            | Zawodnik       | Eliminacje   | Eliminacje | Półfinał     | Półfinał | Finał    | Finał   |
| Konkurencja            | Zawodnik       | Rezultat     | Pozycja    | Rezultat     | Pozycja  | Rezultat | Pozycja |
| ---------------------- | -------------- | ------------ | ---------- | ------------ | -------- | -------- | ------- |
| Bieg na 800 m mężczyzn | Antoine Gakeme | 1:46,70 (PB) | 14. q      | 1:45,39 (PB) | 10.      | NQ       | NQ      |